# Srebrne strijele
Srebrne strijele (njem. Silberpfeil) je bio nadimak koji su novinari dali njemačkim dominantnim automobilima Mercedes-Benz i Auto Union između 1934. i 1939. Naziv je kasnije primijenjen na Mercedesove sportske automobile i njihovu momčad u Formuli 1 1954. i 1955., te od 2010. do 2019.
Nadimak Srebrne strijele potiče iz 1934. Međunarodna automobilistička organizacija je 1934. propisala najveću težinu bez guma i goriva od 750 kg, a Mercedes-Benz W25 je uoči utrke Eifelrennen na Nürburgringu težio 751 kg. Trkaći menadžer Alfred Neubauer i njegov vozač Manfred von Brauchitsch sjetili su se ostrugati svu boju pa su dan kasnije automobili osvanuli u srebrnoj boji aluminija. Nakon što je Von Brauchitschov automobil s 350 KS slavio na utrci, rodio se nadimak Srebrne strijele. U to vrijeme, dok još nije bilo sponzorskih ugovora, svaka je zemlja imala svoje tradicionalne boje. Talijanski automobili i danas su poznati po svojoj Rosso Corsa crvenoj, britanski po British Racing Green zelenoj, a francuski po Bleu de France plavoj boji. Njemački automobili poput Blitzen Benza bili su bijele boje prije 1934.
I danas se nadimak Srebrne strijele koristi za Mercedesove bolid u Formuli 1, iako je momčad 2020. promijenila vizualni identitet u crnu boju, kako bi poslali poruku u borbi protiv rasizma i diskriminacije bilo koje vrste.

## Vanjske poveznice
- Mercedes-AMG Petronas Formula One Team - Official website